# الإثنين الدامي (1993)
الإثنين الدامي (بالصومالية: Isniintii Dhiiga)‏ المعروفة أيضًا بغارة منزل عبدي أو عملية ميشيغان، كانت عملية عسكرية للأمم المتحدة جرت في مقديشو في 12 يوليو 1993، أثناء مرحلة عملية الأمم المتحدة الثانية في الصومال من تدخل الأمم المتحدة في الصومال سبب الحرب الأهلية الصومالية. نفذتها القوات الاستجابة السريعة الأمريكية نيابة عن العملية، وكانت الغارة أكثر حوادث الحرب دموية في مقديشو. مما أدت الى إثارة المشاعر المعادية للأمم المتحدة والولايات المتحدة بين الصوماليين، مما حفز المقاومة التي واجهها الجيش الأمريكي خلال معركة مقديشو بعد ثلاثة أشهر.
كجزء من مطاردة الجنرال محمد فرح عيديد بعد الهجوم على قوات حفظ السلام الباكستانية في 5 يونيو 1993، قامت القوات الأمريكية بغارة مدتها 17 دقيقة على فيلا يملكها وزير داخلية عيديد، عبدي قيبديد. كانت الفيلا تستضيف تجمعًا حضره شيوخ رفيعو المستوى من هبر جدير والعشائر الفرعية الرئيسية الأخرى، إلى جانب أعضاء بارزين في التحالف الوطني الصومالي بقيادة عيديد.
زعمت عملية الأمم المتحدة الثانية في الصومال أن التجمع كان عبارة عن مجلس حرب مكون من متشددين تم عقده في مركز قيادة التحالف الوطني الصومالي، مما يجعله هدفًا عسكريًا مشروعًا، لكنه لم يقدم أبدًا أدلة لتبرير ادعاءاته. في المقابل، تؤكد الروايات الصومالية عن الغارة أن الاجتماع كان عبارة عن مؤتمر سلام اجتمع فيه شيوخ بارزون ومعتدلون من التحالف الوطني الصومالي ومدنيون لمناقشة حل دبلوماسي مقترح للصراع المتصاعد بين التحالف الوطني الصومالي وعملية الأمم المتحدة في الصومال الثانية. تعرضت عملية 12 يوليو لانتقادات شديدة من قبل وزارة العدل التابعة لعملية الأمم المتحدة الثانية في الصومال، وأطباء بلا حدود، وهيومن رايتس ووتش، و منظمة العفو الدولية ومنظمة الوحدة الأفريقية.

## الخلفية
وفي اليوم التالي مباشرة لهجوم 5 يونيو 1993 على القوات الباكستانية، أصدر مجلس الأمن التابع للأمم المتحدة القرار رقم 837، الذي يدعو إلى اعتقال المسؤولين عن مقتل جنود حفظ السلام. وعلى الرغم من أن الجنرال محمد فرح عيديد لم يُذكر اسمه بشكل مباشر في القرار 837، فقد تم إلقاء اللوم على تنظيمه السياسي، التحالف الوطني الصومالي سيخلص التحقيق اللاحق إلى أن التحالف الوطني الصومالي كان على الأرجح وراء الهجوم. وهذا من شأنه أن يمثل بداية مرحلة جديدة من تصعيد العنف المتبادل الذي سيبدأ بضربات انتقامية من طراز AC-130 على مواقع الجيش الوطني ومحاولات الاستيلاء على عيديد. وقد قوبلت هذه الكمائن بالرد وهجمات بقذائف الهاون واغتيالات لموظفي عملية الأمم المتحدة الصومالية الثانية على يد التحالف الوطني الصومالي. لكن جهود عملية الأمم المتحدة في الصومال للقبض على عيديد في الشهر التالي لتمرير القرار 837 إنتهت مراراً وتكراراً بالفشل.